# KLM Open 2010

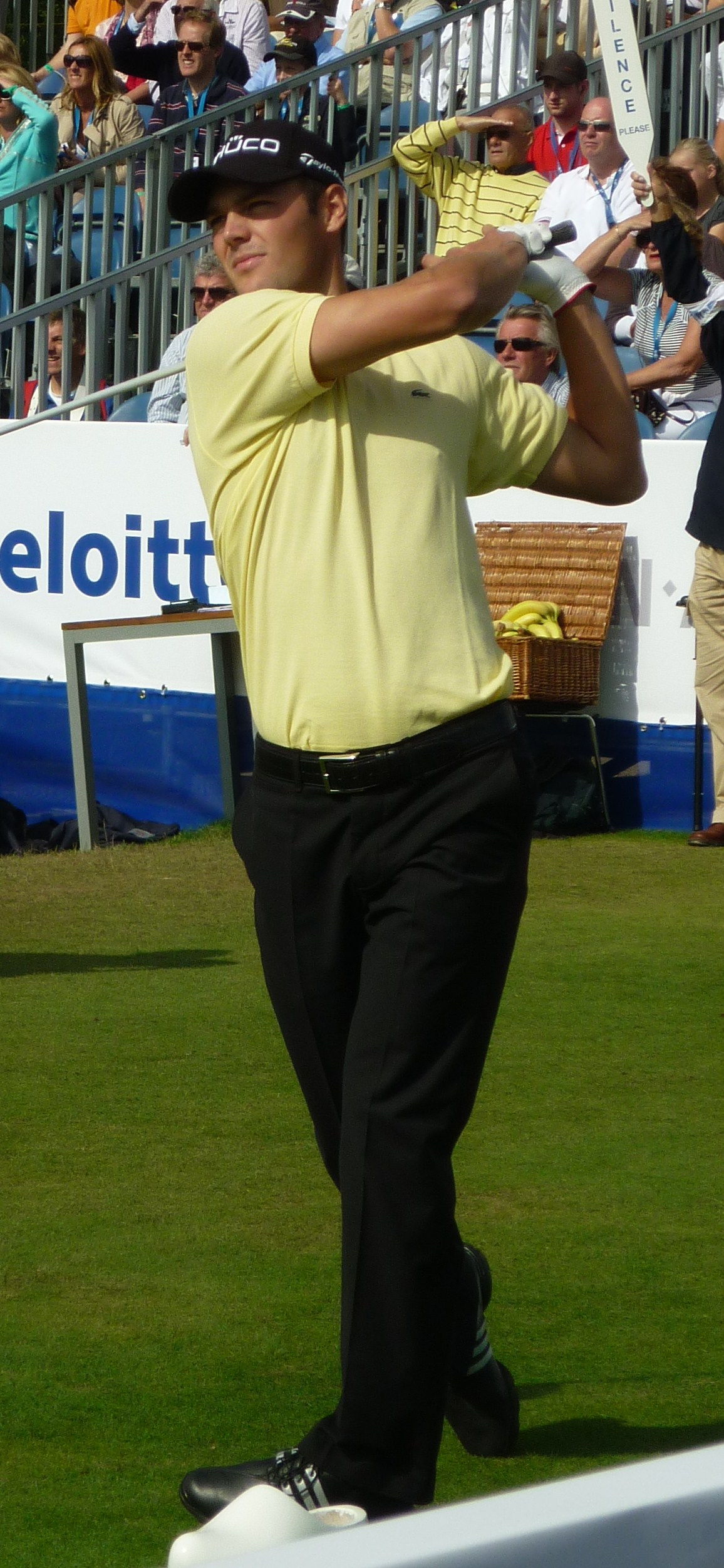
Martin Kaymer aan de leiding van het KLM Open

Het KLM Open van 2010 is het enige Nederlandse golftoernooi op de agenda van de Europese PGA Tour. Het KLM Open vond van 9 tot en met 12 september voor de 16de keer plaats op de Hilversumsche Golf Club, die in 2010 haar 100-jarig bestaan vierde. De organisatie was in handen van This is Golf, toernooidirecteur is Daan Slooter. Het prijzengeld was € 1.800.000;

## De baan
Tijdens het Open werden de holes van de baan in een andere volgorde gebruikt dan de leden. De baan was langer geworden en de greens van 9, 10 en 18 werden in 2008 gerenoveerd. Bij hole 10 werden de struiken en bomen links en rechts van de green verwijderd. Alles gebeurde onder leiding van Kyle Phillips, die ook op allerlei plaatsen weer heide heeft aangebracht.
| Hole  | 1   | 2   | 3   | 4   | 5   | 6   | 7   | 8   | 9   | Out  | 10  | 11  | 12  | 13  | 14  | 15  | 16  | 17  | 18  | In   | Totaal |
| ----- | --- | --- | --- | --- | --- | --- | --- | --- | --- | ---- | --- | --- | --- | --- | --- | --- | --- | --- | --- | ---- | ------ |
| Meter | 400 | 315 | 384 | 425 | 114 | 432 | 385 | 359 | 382 | 3196 | 204 | 430 | 444 | 132 | 340 | 144 | 425 | 325 | 451 | 2895 | 6091   |
| Par   | 4   | 4   | 4   | 4   | 3   | 4   | 4   | 4   | 4   | 35   | 3   | 4   | 5   | 3   | 4   | 3   | 4   | 4   | 5   | 35   | 70     |

## Programma
- Zaterdag 4 september: Charity Pro-Am met bekende Nederlanders. De opbrengst gaat dit jaar naar het Wereld Natuur Fonds.
- Woensdag 8 september: KLM Open Pro-Am
- Donderdag 9 tot en met zondag 12 september: KLM Open

## Resultaten
Van de Nederlandse spelers haalden alleen Joost Luiten, Tim Sluiter en Jurrian van der Vaart de cut, terwijl Nicolas Colsaerts als enige Belgische deelnemer ook de cut haalde. Op de derde dag kwam Colin Montgomerie, de Ryder Cup captain van het Europese team dat jaar op bezoek.
Martin Kaymer won het KLM Open met een voorsprong van vier slagen op de nummers 2: Fabrizio Zanotti en Christian Nilsson. Nicolas Colsaerts eindigde op een gedeeld 8ste plaats. Jurrian van der Vaart eindigde dit toernooi als beste Nederlandse speler op de 47ste plaats.
Het baanrecord werd op 62 slagen gezet door Nicolas Colsaerts op de eerste dag. Er was geen oud baanrecord omdat de baan opnieuw ontworpen was.

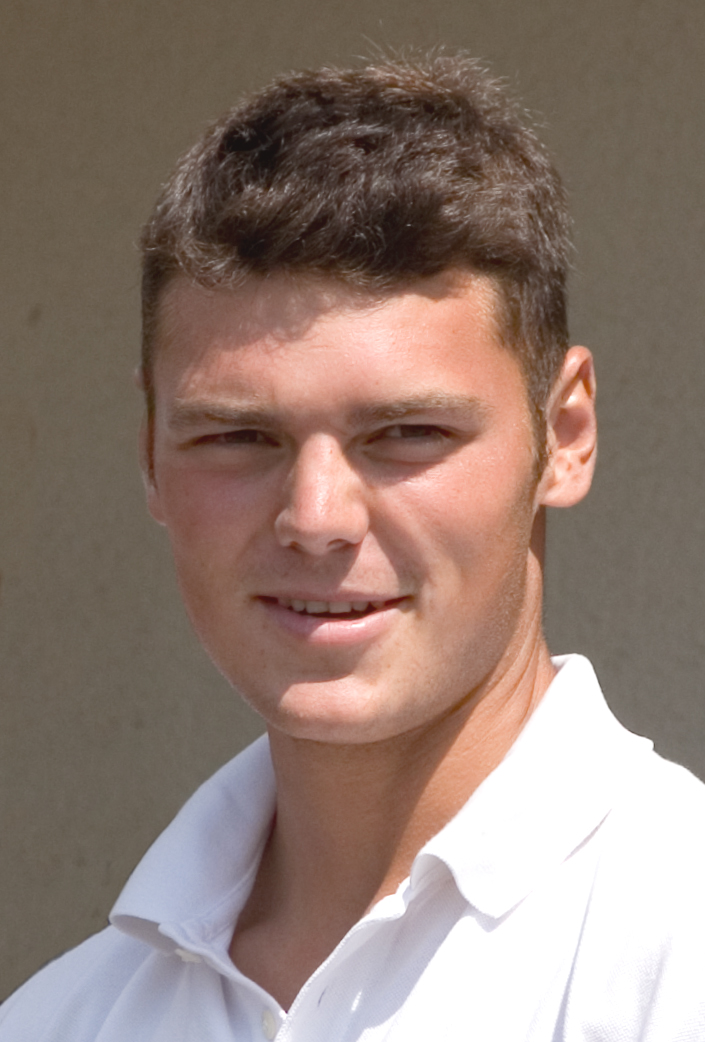
Martin Kaymer, winnaar van het KLM Open 2010
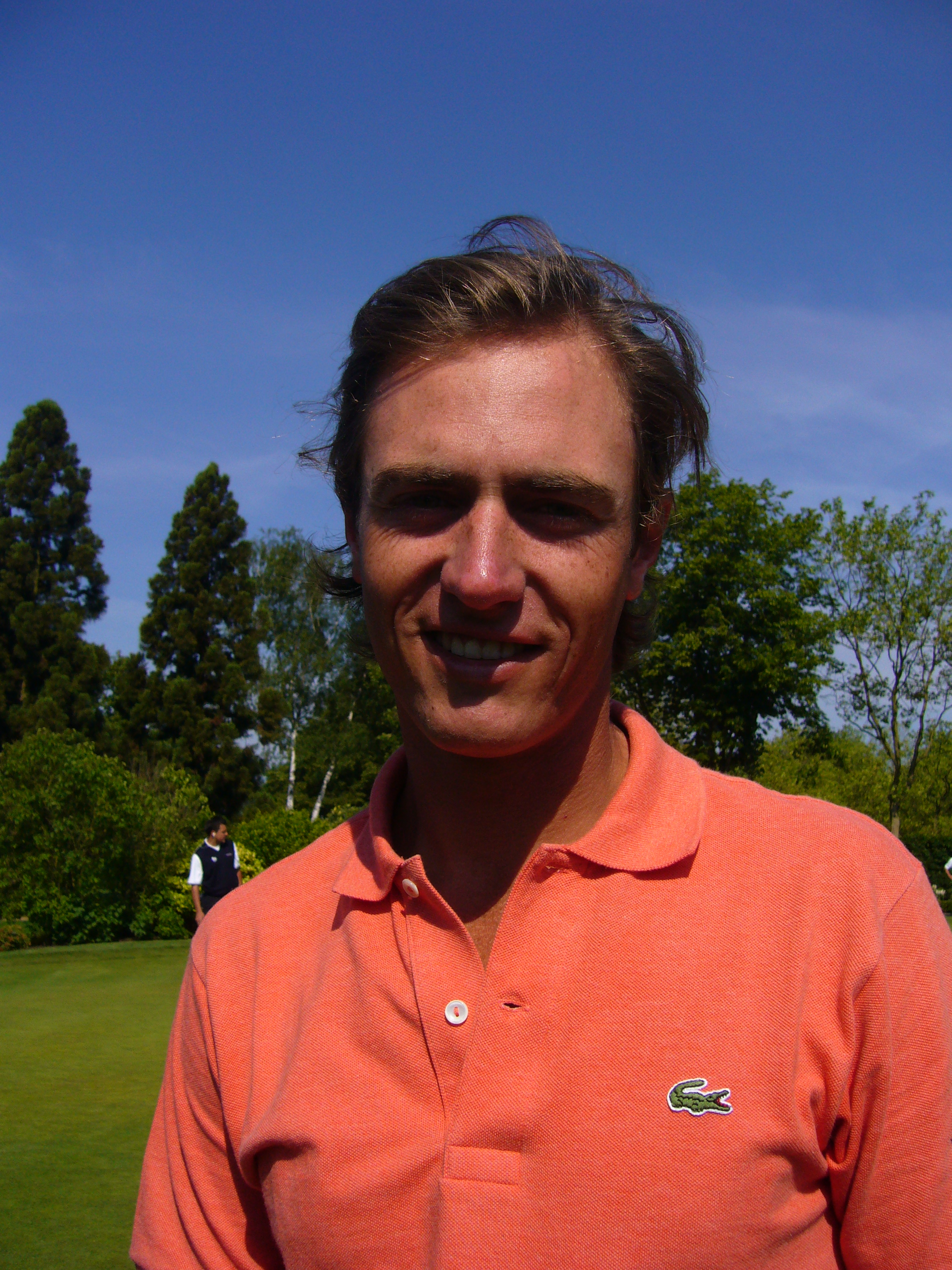
Nicolas Colsaerts, beste Belg op gedeeld 8e plaats
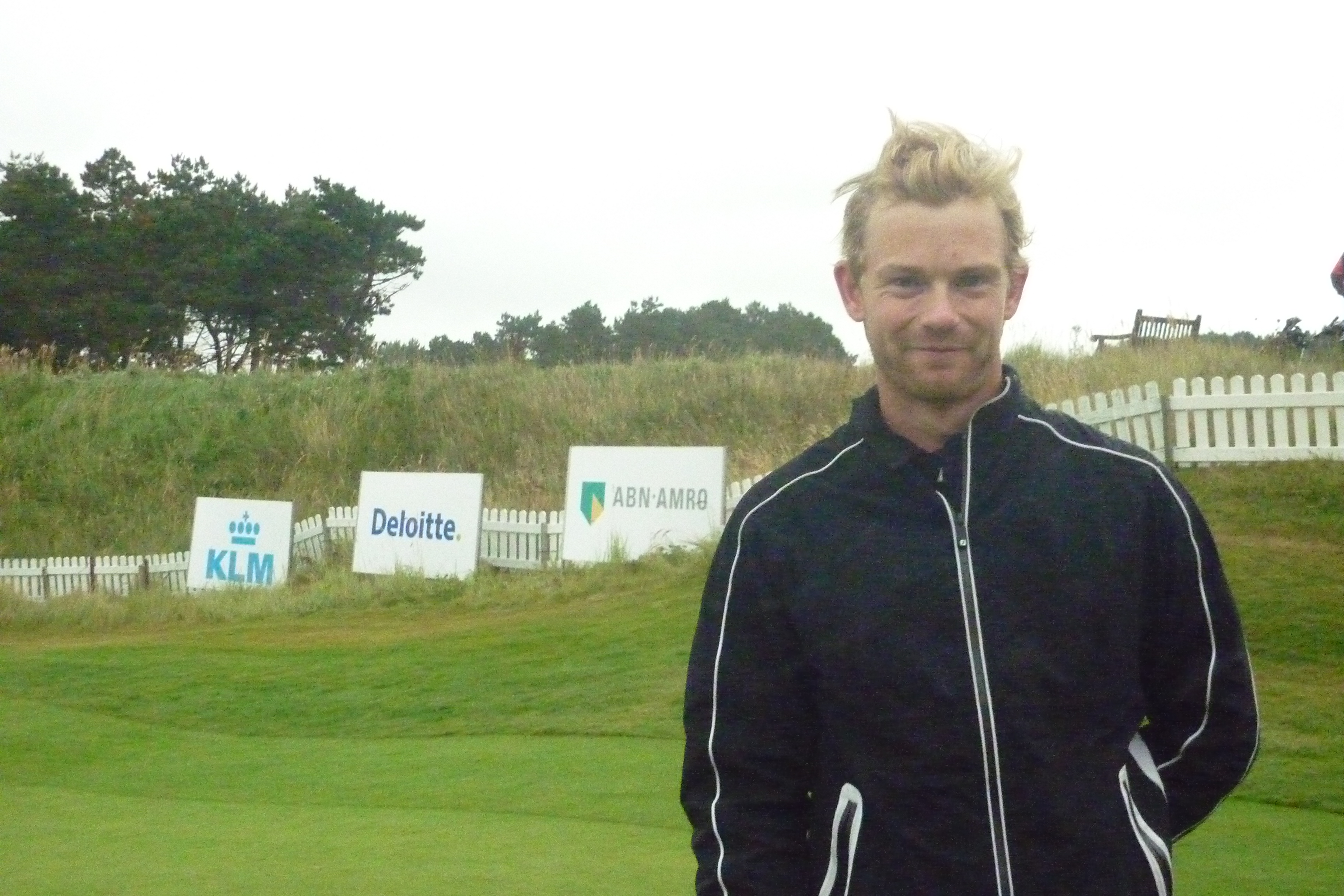
Jurrian van der Vaart, beste Nederland op de 47e plaats

| Eindstand | Naam                  | R1 | Score | Nr  | R2 | Score | Totaal | Nr  | R3 | Score | Totaal | Nr  | R4 | Score | Totaal |
| --------- | --------------------- | -- | ----- | --- | -- | ----- | ------ | --- | -- | ----- | ------ | --- | -- | ----- | ------ |
| 1         | Martin Kaymer         | 67 | -3    | T17 | 67 | -3    | -6     | T6  | 66 | -4    | -10    | 1   | 66 | -4    | -14    |
| T2        | Fabrizio Zanotti      | 68 | -2    | T32 | 68 | -2    | -4     | T20 | 65 | -5    | -9     | T2  | 69 | -1    | -10    |
| T2        | Christian Nilsson     | 68 | -2    | T32 | 65 | -5    | -7     | T3  | 68 | -2    | -9     | T2  | 69 | -1    | -10    |
| T4        | David Horsey          | 67 | -3    | T17 | 67 | -3    | -6     | T6  | 69 | -1    | -7     | T7  | 68 | -2    | -9     |
| T8        | Nicolas Colsaerts     | 62 | -8    | 1   | 70 | par   | -8     | 2   | 70 | par   | -8     | T4  | 70 | par   | -8     |
| T11       | Shiv Kapur            | 64 | -6    | T2  | 68 | -2    | -8     | 1   | 70 | par   | -8     | T4  | 71 | +1    | -7     |
| T11       | Todd Hamilton         | 66 | -4    | T11 | 67 | -3    | -7     | T3  | 70 | par   | -7     | T7  | 70 | par   | -7     |
| T26       | Kenneth Ferrie        | 64 | -6    | T2  | 72 | +2    | -4     | T20 | 70 | par   | -4     | T14 | 70 | par   | -4     |
| T47       | Jurrian van der Vaart | 70 | par   | T67 | 70 | par   | par    | T63 | 71 | +1    | +1     | T63 | 68 | -2    | -1     |
| T59       | Joost Luiten          | 65 | -5    | T3  | 69 | -1    | -6     | T5  | 75 | +5    | -1     | T46 | 71 | +1    | par    |
| T69       | Tim Sluiter           | 70 | par   | T67 | 69 | -1    | -1     | T47 | 73 | +3    | +2     | T70 | 71 | +1    | +3     |

## Spelers
| - Felipe Aguilar - Thomas Aiken - Fredrik Andersson Hed - Phillip Archer - Peter Baker - Sion E. Bebb - Thomas Bjørn - Richard Bland - Grégory Bourdy - Gary Boyd - Markus Brier - Paul Broadhurst - Mark Brown - Andrew Butterfield - Rafael Cabrera Bello - Michael Campbell - Ariel Cañete - Alejandro Cañizares - Clodomiro Carranza - Christian Cévaër - S S P Chowrasia - Darren Clarke (2008) - George Coetzee - Robert Coles - Nicolas Colsaerts - Andrew Coltart - François Delamontagne - Robert-Jan Derksen - David Dixon - Stephen Dodd - Andrew Dodt - Nick Dougherty - Bradley Dredge - Scott Drummond - David Drysdale - Simon Dyson (2006, 2009) - Rafa Echenique - Johan Edfors - Jamie Elson - Martin Erlandsson - Niclas Fasth | - Gonzalo Fdez-Castaño - Kenneth Ferrie - Richard Finch - Ross Fisher - Alastair Forsyth - Mark Foster - Stephen Gallacher - Ignacio Garrido - Jean-Baptiste Gonnet - Ricardo González - Tano Goya - Richard Green - Julien Guerrier - Mark F Haastrup - Todd Hamilton - Anders Hansen - Søren Hansen - Benjamin Hebert - Peter Hedblom - Oskar Henningsson - Michael Hoey - David Horsey - David Howell - Jeppe Huldahl - Sam Hutsby - Mikko Ilonen - Raphaël Jacquelin - Steven Jeppesen - Eirik Tage Johansen - Michael Jonzon - Anthony Kang - Shiv Kapur - Robert Karlsson - Martin Kaymer - Simon Khan - James Kingston - Søren Kjeldsen - Rick Kulacz - Maarten Lafeber (2003) - Barry Lane - José Manuel Lara | - Pablo Larrazábal - Paul Lawrie - Peter Lawrie - Danny Lee - Thomas Levet - José-Filipe Lima - Sam Little - Gary Lockerbie - Shane Lowry - Jean-François Lucquin - Joost Luiten - David Lynn (2004) - Pablo Martín - Gareth Maybin - Richard McEvoy - Paul McGinley - Ross McGowan - Damien McGrane - Francesco Molinari - James Morrison - Mark Mouland - Christian Nilsson - Seung-yul Noh - Alexander Norén - Steven O'Hara - Peter O'Malley - Louis Oosthuizen - Hennie Otto - John Parry - Phillip Price - Julien Quesne - Alvaro Quiros - Richie Ramsay - Jyoti Randhawa - Robert Rock - Marco Ruiz - Brett Rumford - Jarmo Sandelin - Charl Schwartzel - Marcel Siem - Jeev Milkha Singh | - Patrik Sjöland - Graeme Storm - Scott Strange - Sven Strüver (1997) - Carl Suneson - Simon Thornton - Daniel Vancsik - Anthony Wall - Paul Waring - Marc Warren - Steve Webster - Lee Westwood (1999) - Peter Whiteford - Danny Willett - Chris Wood - Fabrizio Zanotti Sponsoruitnodiging - Tyson Alexander - Kevin Berger - Oliver Fisher - Anton Haig - Matteo Manassero - Cameron Tringale - Miles Tunnicliff Nationale Order of Merit - Robin Swane - Jurrian van der Vaart - Guido van der Valk - Ben Collier (winnaar Twente Cup) - Richard Eccles (nr 2 bij Twente Cup) Amateurs - Francesco Laporta (winnaar Jeugd Open) - Robin Kind - Fernand Osther - Daan Huizing - Sven Maurits - Rowin Caron |

1912 ··· 1972 · 1973 · 1974 · 1975 · 1976 · 1977 · 1978 · 1979 · 1980 · 1981 · 1982 · 1983 · 1984 · 1985 · 1986 · 1987 · 1988 · 1989 · 1990 · 1991 · 1992 · 1993 · 1994 · 1995 · 1996 · 1997 · 1998 · 1999 · 2000 · 2001 · 2002 · 2003 · 2004 · 2005 · 2006 · 2007 · 2008 · 2009 · 2010 · 2011 · 2012 · 2013 · 2014 · 2015 · 2016 · 2017 · 2018 · 2019 · 2020